# Сіоністська соціалістична партія
Сіоністська соціалістична партія — сіоністська партія, діяла в Україні, Польщі, Росії, Білорусі в 1920-х рр. Широко використовувалася також абревіатура Ц. С. П., яка виникала в результаті транслітерації ініціалів перших двох слів назви партії на івриті і ідиш (צ״ס) і повинна була підкреслити її відмінність від Сіоністської соціалістичної робочої партії (скорочено С. С.), яка стояла на позиціях територіалізму.

## Історія
Поява Сіоністської соціалістичної партії явилося результатом розвитку соціалістичних тенденцій в русі Цеірей Ціон, що зародився під впливом політичних і ідеологічних процесів, що призвели в Ерец-Ісраель до створення партії Ахдут ха-авода. Уже в червні 1919 р. конференція секцій Цеірей Ціон, що діяли на території Польщі, прийняла резолюцію, яка оголошувала, що учасники руху повинні боротися одночасно за втілення ідеалів як сіонізму, так і соціалізму, оскільки національне визволення єврейського народу в цілому і соціальне визволення єврейських трудящих шляхом класової боротьби взаємозалежні.
У лютому 1920 р. схожу постанову затвердила конференція Цеірей Ціон Польщі, Західної Україні, Західної Білорусі і району Вільно. Результатом цих рішень стало організаційне відокремлення противників змін політичної орієнтації руху (особливо багато чисельних в країнах Центральної і Західної Європи, Сполучених Штатах Америки, Аргентини). На їх конференції, що відбулася в березні 1920 р. в Празі, було створено Всесвітній союз Ха-Поел ха-цаір і Цеірей Ціон (з 1922 р. — Сіоністська робоча партія Хітахадут).
Позиція радянських Цеірей Ціон (які складали більшість руху) з цього питання була визначена на їх 3-й конференції, що нелегально відбулася в Україні 15-20 травня 1920 р. в Харкові. Її учасники (45 чоловік) затвердили нові програмні принципи руху, що оголошували: визволення єврейських трудящих мас від національного і соціального гніту можливо лише із досягненням цілей сіонізму і побудови соціалістичного суспільства; широка соціальна база сіоністського соціалістичного руху повинна включати не тільки пролетаріат, але і всіх трудящих; до остаточного визволення трудящих (в тому числі і єврейських) повинна привести класова боротьба, що розумілася не як взаємне знищення, а як творчий процес.
Згідно з цими принципами Народна Фракція Цеірей Ціон була перетворена в Сіоністську соціалістичну партію. Прийняті на конференції резолюції передбачали активну участь партії в будівництві «єврейського територіального центру» в Ерец-Ісраель, що базувався на кооперації (підкреслювалося, що, хоч провідну роль в освоєнні країни повинні зіграти сільськогосподарські комуни, долучення до цієї роботи приватного капіталу не тільки можливо, але і бажано), а також в створенні в країнах діаспори системи єврейської освіти, що базувалася б на івриті, так і на ідиш. Рішення Харківської конференції були прийняті значною більшістю радянських Цеірей Ціон; лише частина прихильників руху не долучилася до Сіоністської соціалістичної партії і створила в серпні 1920 р. власну організацію, що зберегла назву Народна Фракція Цеірей Ціон і яка стала згодом секцією Всесвітнього союзу Ха-Поел ха-цаір і Цеірей Ціон. В 1920-21 рр. програму Сіоністської соціалістичної партії (або схожу з нею) прийняли Цеірей Ціон Польщі і Литви, частина секцій руху, що діяла в Латвії, Естонії і Бессарабії. На Сіоністських конгресах представники всіх цих угрупувань створювали спільно з Сіоністською соціалістичною партією фракцію Цеірей Ціон, в яку на 12-му конгресі (1921) входив 31 делегат (із 512), на 13-му (1923) — 13 делегатів (із 331), на 14-му конгресі (1925) — 11 делегатів (із 311). В Ерец-Ісраель Цеірей Ціон, що поділяли програмні принципи Харківської конференції, прилучилися до партії Ахдут ха-авода (Ізраїльський робітничій рух).
З моменту свого створення Сіоністська соціалістична партія діяла в підпіллі; не зважаючи на те, що на Харківській конференції її засновники оголосили про визнання радянської влади і про готовність до співробітництва з радянськими закладами (зберігаючи при цьому прихильність принципам демократії), під керівництвом діячів Євсекції проти партії було розпочато кампанію нападів і переслідувань. Її заходи заборонялися, активісти заарештовувалися, після чого їх за вироком суду або в позасудовому порядку засилали в віддалені райони СРСР. Але і в цих умовах Сіоністська соціалістична партія, які в різний час керували І. Бар-Ієхуда (Ідельсон), З. Аран, Айзік Брудний (Іцхак Бар-Елі, 1888–1956), В.Адлер та інші, не зупиняла широку роботу в Хе-Халуці (як в «легальному», так і в «нелегальному» його крилі), в профспілках, споживчих, виробничих кредитно-збутових кооперативах; під її егідою діяв рух Бріт ха-но‘ар ха-ціоні ха-соціалісти (`Соціалістична сіоністська спілка молоді). Партія вела боротьбу за демократію, виступала на захист економічних, соціальних і національних прав радянського єврейства, створювала культурні асоціації, пропагувала ідеї сіонізму і не марксистського соціалізму, для чого використовувалися як будь-які легальні можливості, так і нелегальні методи — випуск підпільних періодичних видань («Сіоністсько-соціалістична думка», «Унзер штиме», «Унзер вег», «Унзер ворт», молодіжні «Арбетс-югенд», «Югенд-камф»), розповсюдження листівок. До 1923 р., коли почти всі сіоністські організації СРСР або розпалися, або були вимушені прийняти офіційну комуністичну ідеологію, Сіоністська соціалістична партія (до якої в 1922-23 рр. прилучилися Радикал-соціалістична партія Поалей Ціон, заснована в квітні 1917 р.) стала провідною силою незалежного сіоністського руху в СРСР.
4-та конференція Сіоністської соціалістичної партії, що нелегально відбулася в лютому 1924 р. в Леніграді, ухвалила рішення активізувати її діяльність, а саме, почати випуск підпільної газети російською мовою. В серпні того ж року члени партії розповсюдили (головним чином в Україні) десятки тисяч листівок, що вміщували різку критику комуністичного режиму і вимогу забезпечити рішення проблем єврейства в дусі соціалістичного сіонізму. У відповідь на цю акцію, резонанс якої як в єврейському, так і в не єврейському середовищі був без перебільшень значний, в ніч на 2 вересня 1924 р. органи ДПУ заарештували в 150 населених пунктах більш як три тисячі активістів Сіоністської соціалістичної партії і Бріт ха-ноар ха-ціоні ха-соціалісти. Багато із них були засуджені на довгі терміни ув'язнення у виправні-трудові табори або заслані. Хоча партії удалося в цілому оправитися після цього удару і відновити багато місцевих організацій, переслідування примусили її піти у глибоке підпілля і різко звузити сферу діяльності, через що вона залишилася без контактів з масами. У другій половині 1920-х рр. почалися нові арешти, і до кінця десятиріччя, коли практично всі місцеві організації партії були знищені, вона зупинила своє існування. Багато її прихильників загинули у в'язницях, таборах і на засланнях; лише деякі, відбувши терміни покарання або звільнившись достроково (а саме, завдяки заступництву Максима Горького і його дружини Катерини Пєшкової), змогли емігрувати в Ерец-Ісраель.
У Польщі, Литві й інших країнах Східної Європи угрупування Цеірей Ціон, ідейно близькі Сіоністській соціалістичній партії і тісно пов'язані з робітничим рухом Ерец-Ісраель, Хе-Халуцем, а також з місцевими неєврейськими соціал-демократичними організаціями, діяли до серпня 1925 р., коли вони злилися з правим крилом Поалей Ціон, заснувавши Всесвітню соціалістичну єврейську робітничу партію Поалей Ціон, яка в 1932 р. об'єдналася з Хітахадут у Всесвітньому союзі сіоністів-соціалістів.